# سیمونه آندرئتا
سیمونه آندرئتا (ایتالیایی: Simone Andreetta؛ زادهٔ ۳۰ اوت ۱۹۹۳) دوچرخه‌سوار اهل ایتالیا است.

## باشگاهی
از باشگاه‌هایی که در آن رکاب زده‌است می‌توان به باردیانی–سی‌اس‌اف اشاره کرد.